# دیدران
دیدران، روستایی از توابع بخش مرکزی شهرستان اصفهان در استان اصفهان ایران است.این روستا در مسیر جاده اصفهان ورزنه واقع شده است.

## جمعیت
این روستا در دهستان براآن شمالی قرار دارد و براساس سرشماری مرکز آمار ایران در سال ۱۳۸۵، جمعیت آن ۳۲۰ نفر (۸۶خانوار) بوده‌است.